# أول ميوزيك
أول ميوزيك (بالإنجليزية: AllMusic)‏ كان يعرف سابقًا باسم (All Music Guide) أو (AMG) هو موقع خدمة دليل موسيقي على الإنترنت. أُطلق عام 1991. اسمه الحالي يعني «كل الموسيقى».

## وصلات خارجية
- الموقع الرسمي